# 梅尔岑 (上莱茵省)
梅尔岑（法語：Mertzen，法語發音：[mɛʁtsən] ⓘ）是法国上莱茵省的一个市镇，属于阿尔特基什区。

## 地理
梅尔岑（47°35'25"N, 7°7'49"E）面积2.01 平方千米，位于法国大東部大區上莱茵省，该省份为法国东部内陆省份，是阿尔萨斯的一部分，今与下莱茵省组成了阿尔萨斯欧洲集体，其北临下莱茵省，西接孚日省，西南接贝尔福地区省，东侧沿莱茵河与德国相望，南与瑞士接壤。
与梅尔岑接壤的市镇（或旧市镇、城区）包括：菲勒伦、因德林根。
梅尔岑的时区为UTC+01:00、UTC+02:00（夏令时）。

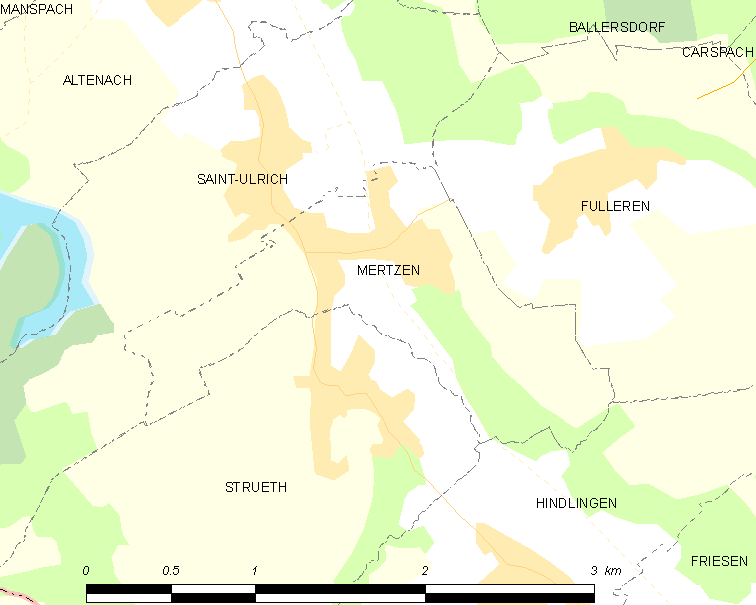
梅尔岑的OSM定位图

## 行政
梅尔岑的邮政编码为68210，INSEE市镇编码为68202。

## 政治
梅尔岑所属的省级选区为马斯沃-尼德布吕克县。

## 人口

1962-2008年间梅尔岑人口变化图示

梅尔岑于2022年1月1日时的人口数量为196人。